# Lirata batesella
Lirata batesella är en stekelart som först beskrevs av John Obadiah Westwood 1874.  Lirata batesella ingår i släktet Lirata och familjen Eucharitidae. Inga underarter finns listade i Catalogue of Life.